# Azara-Aguti
Das Azara-Aguti (Dasyprocta azarae) ist eine Art aus der Familie der Agutis und Acouchis.

## Etymologie
Das Art-Epitheton „azara“ wurde aus dem Namen Felix Manuel de Azara übernommen.

## Merkmale
Das Azara-Aguti hat eine Körperlänge von 40 bis 64 cm bei einer Schwanzlänge von rund 2,5 cm. Das Körpergewicht des Nagetiers beträgt 1–4 kg. Das Fell ist grünlichbraun bis grünlichschwarz und hell bis mittelbraun gesprenkelt. Der Rücken ist meist dunkelbraun, kann aber orange schimmern, der Bauch ist hell. Im vorderen Bereich des Körpers ist das Fell gelblich bis gelbbraun gefärbt. Das Fell enthält glänzende und stumpfe Haare, das Rückenhaar ist am längsten. Azara-Agutis haben vorstehende Ohren. Das Tier hat eine rundliche Körperform und der Kopf ähnelt dem anderer Meerschweinchenverwandter. Die dünnen Beine haben an den Vorderfüßen vier funktionsfähige Finger und einen rudimentären Daumen, an den Hinterfüßen drei Zehen. Die Molaren haben eine zylindrische Krone.

## Verbreitung und Lebensraum

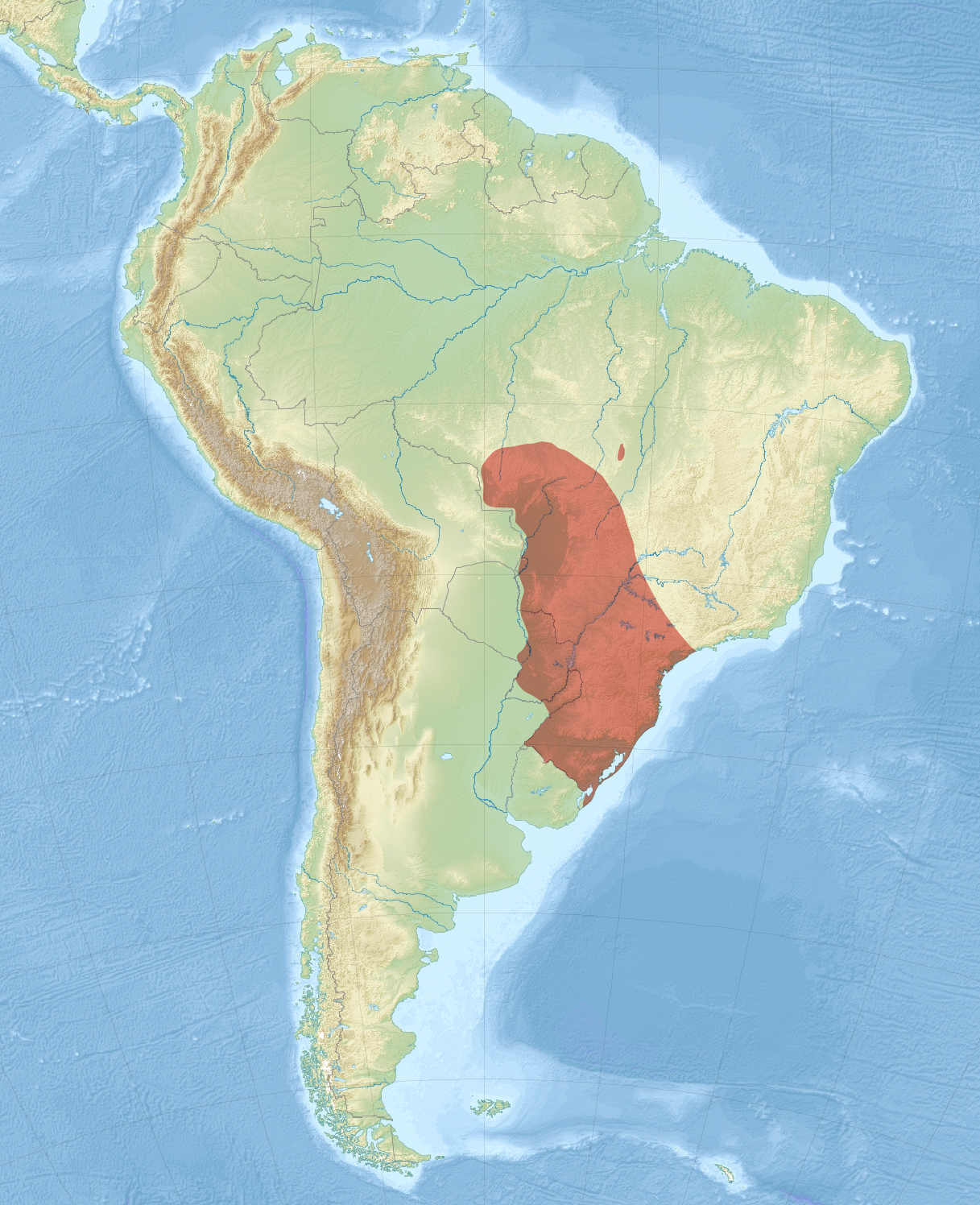
Verbreitungsgebiet des Azara-Agutis

Das Azara-Aguti bewohnt das östliche und mittlere Südamerika. Es lebt im Osten und Südosten Brasiliens, in Paraguay und im nördlichen Argentinien.
Diese Nager bewohnen größtenteils Regenwälder und andere feuchte Gebiete, wie Sumpfland. Selten kann man sie auch in der offenen Pampa antreffen. Sie bevorzugen Lebensräume in Wassernähe.

## Lebensweise
Azara-Agutis sind tagaktive Tiere, können aber während der Dämmerung besonders aktiv sein.
Sie leben überwiegend einzelgängerisch, trotzdem sind sie monogam. Die territorialen Tiere leben in festen Revieren, deren Größe abhängig ist vom Nahrungsangebot des Reviers. Dort legen sie Wohnbaue unter Felsen oder bei Bäumen an. Die Reviere werden gegen Artgenossen verteidigt. Azara-Agutis sind soziale Tiere, die viel Zeit der gegenseitigen Fellpflege widmen. Bei Gefahr können Agutis bellende Laute von sich geben.
Das Azara-Aguti verfügt über ein ausgezeichnetes Gehör, was es sowohl vor Fressfeinden bewahren kann, als auch dazu dient, Fallgeräusche von Früchten zu lokalisieren. Dies spiegelt sich auch in der Anatomie seiner äußeren Ohrmuscheln wider.
Unbedroht bewegt sich das Azara-Aguti im Trab oder hüpfend, durch mehrere kurze Sprünge. Es kann auch schwimmen und hält sich oft am Wasser auf.

### Nahrung
Azara-Agutis sind Allesfresser, obgleich sie meist als Fruchtfresser gelten.
Bekannt ist, dass sie vor allem Nüsse, Samen, Früchte, Wurzeln und anderes Pflanzenmaterial fressen. Sie können auch harte Paranüsse knacken, weshalb sie für deren Verbreitung sehr wichtig sind. Azara-Agutis legen auch Vorräte an und helfen somit bei der Aufforstung der Wälder, ähnlich wie die in Mitteleuropa heimischen Eichhörnchen. Sie folgen oft Primaten, die beim Fressen des Öfteren Früchte fallen lassen. Sie können Schäden in Zucker- und Bananenplantagen anrichten, da sie diese auch gern als Nahrung annehmen. Da zunehmend Waldflächen agrarwirtschaftlich genutzt werden, frisst das Azara-Aguti auch zunehmend Feldfrüchte.
Bei der Nahrungsaufnahme sitzen Azara-Agutis meist auf ihren Hinterbeinen und halten die Nahrung mit ihren Vorderpfoten.

### Fortpflanzung
Azara-Agutis sind gegen Ende des ersten Lebensjahres geschlechtsreif, die Paarungszeit erstreckt sich über das ganze Jahr. Nach einer Tragzeit von etwa 100–120 Tagen bringt das Weibchen 1–3 Junge zur Welt. Die Lebenserwartung beträgt fast 20 Jahre.

### Fressfeinde
Natürliche Feinde sind Boas, Waldhund (Speothos venaticus), Ozelot, Puma (Puma concolor), Jaguar (Panthera onca). und der Mensch seit Jahrtausenden.
Bei Bedrohung können sie bewegungslos werden. Wird die Fluchtdistanz überschritten, können sie im Zickzacklauf Deckung suchen.

## Gefährdung durch Menschen
Das Azara-Aguti ist insbesondere durch die Rodung der Regenwälder gefährdet und wurde 1996 als gefährdet eingestuft. Die Bejagung wegen seines Fleisches trägt in besiedelten Gebieten zusätzlich zur Gefährdung bei.

## Unterarten
Die beiden Unterarten Dasyprocta a. azarae und Dasyprocta a. paraguayensis sind bekannt.